# 外接員

外接員（Wide Receiver，簡稱WR）是美式足球和特別去接傳球的人。外接員（也簡稱為「Wideouts」或「接球員」（Receivers））通常是比賽中最快速和最靈活的選手，並且時常是鎂光燈的焦點。